# María Pilar Larraín
María Pilar Larraín Irarrázabal (1927 - 28 de mayo de 2002) fue una compositora y locutora radial chilena, directora de la revista musical Ritmo, que estuvo en circulación entre 1965 y 1975.

## Biografía
Nació en el seno de una familia aristocrática chilena. Durante sus niñez y adolescencia estudió clases de piano, violín, canto lírico, historia del arte e idiomas, con diversas institutrices alemanas. Se casó a los 24 años con Ignacio del Solar y no tuvo hijos.

## Carrera artística
Compuso la canción Dime por qué, que resultó ganadora en la competencia internacional del Festival de Viña del Mar de 1962, gracias a la interpretación de la agrupación musical Los Cuatro Duendes. El tema fue escrito bajo el seudónimo de Pinky. Además fue la compositora de otros grandes éxitos, como:
"Dicen", grabado por María Teresa; "Me contaron", grabado por José Alfredo Fuentes; "El profesor", grabado por Marisole.
Trabajó en la radio Chilena conduciendo el programa Los Amigos de María Pilar antes de ser la editora general de la revista Ritmo.
En 1970 emigró de Chile a los Estados Unidos donde continuó trabajando en publicaciones como Vanidades e Ideas.
Falleció en Chile, el 28 de mayo de 2002.